# Sztrelec
A sztrelecek (oroszul стрелец, lövész) muskétával és alabárddal felszerelt orosz gyalogoskatonák voltak a 16. század és a 18. század eleje közötti időszakban. Ők képezték Oroszország első állandó hadseregét.

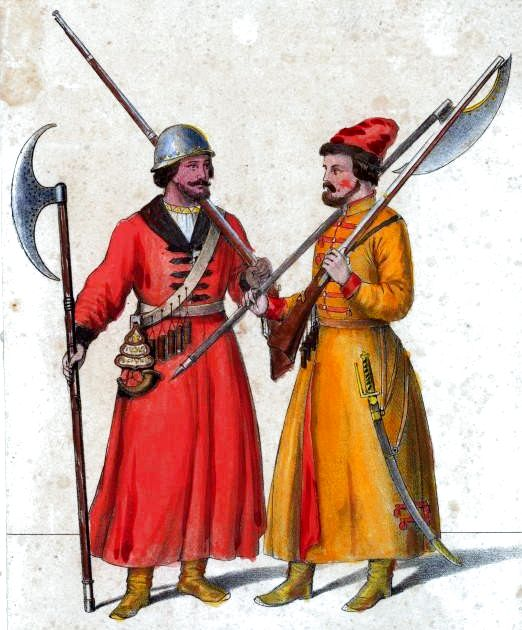
Sztrelecek.

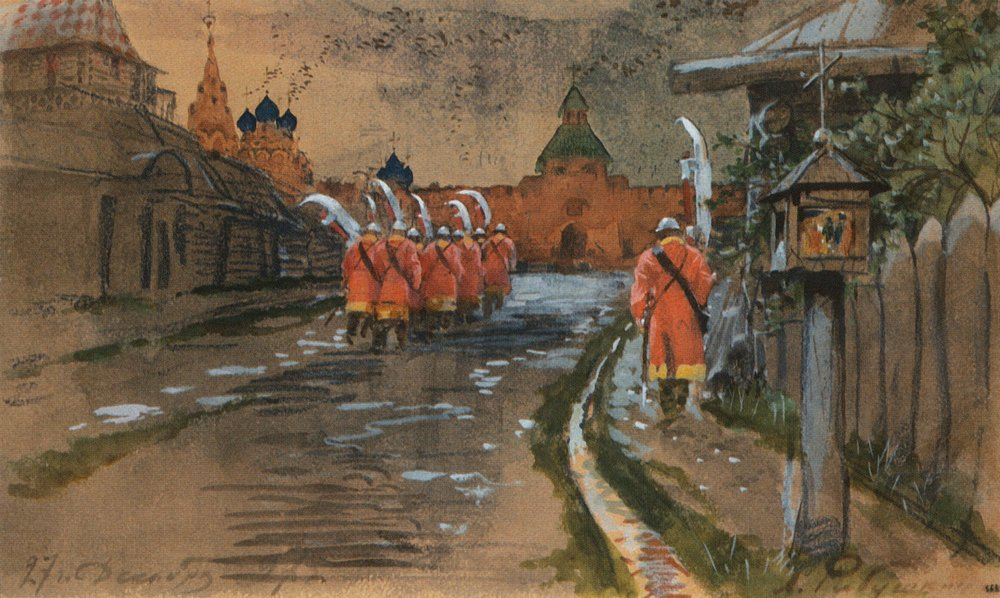
Moszkvai sztrelecőrjárat (Andrej Petrovics Rjabuskin festménye, 1897)

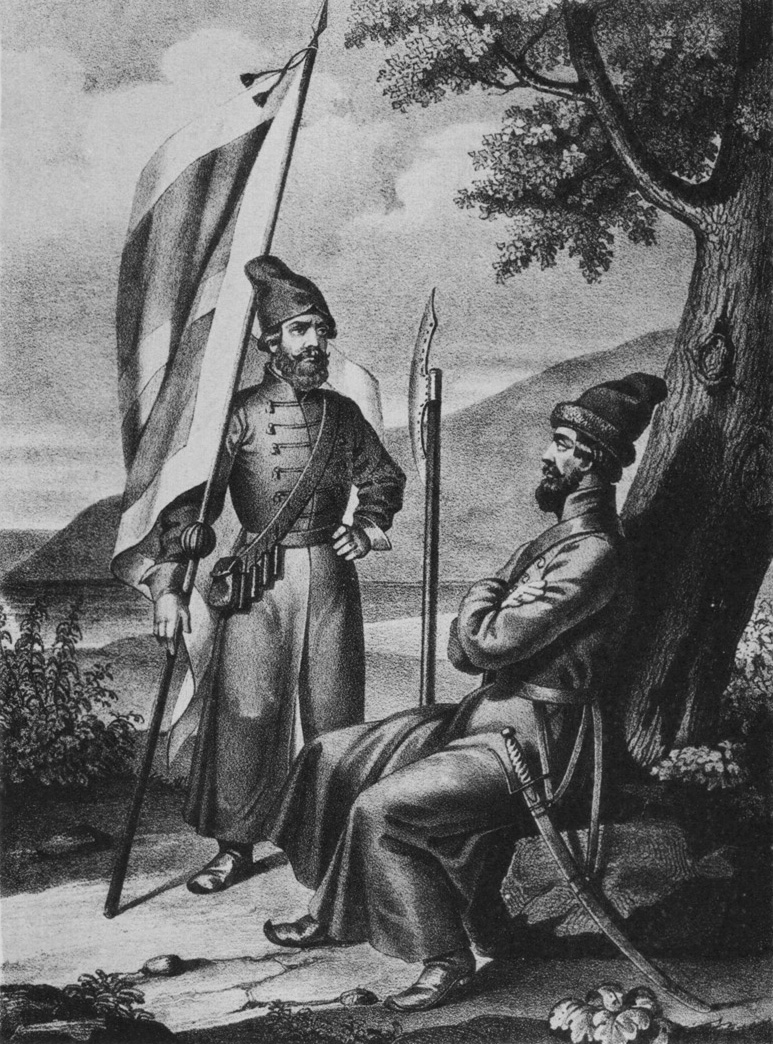

## Történetük
Az első sztrelec ezredeket az 1540-es években hozta létre Rettegett Iván cár, először csak hat ötszáz fős zászlóaljat, összesen háromezer embert. A zászlóaljak és a századok vezetői "bojárfiak", a bojároknál alacsonyabb rangú, katonai szolgálatot végző nemesek voltak. A közsztrelecek éves zsoldja négy rubel volt, a tisztek a számukra kiutalt birtokok jövedelmét kapták. Ők alkották az állandó moszkvai garnizont.
A moszkvai sztrelecek Kazany 1552-es ostromakor estek át a tűzkeresztségen és a későbbiekben minden hadjárat elengedhetetlen résztvevőivé váltak. Békeidőben a rendfenntartói, városőri és tűzoltói funkciókat látták el.
A 17. század elejére a sztrelecek létszáma húszezer főre növekedett, amelynek fele Moszkvában állomásozott. 1632-ben már 33 775-öt írtak össze, számuk az 1680-as évek elejére 55 ezerre emelkedett (ebből 26 ezred, 22 504 fő volt Moszkvában).
A nagyszámú állandó katonaság vezetésére és ellátására az 1550-es években létrehozták a sztrelecek kormányszékét (prikázát). A szükséges anyagi források előteremtésére újabb adókat vetettek ki, a puskapénzt és sztreleckenyeret. 1679-ben ezeket a különadókat sztrelecpénz néven egységesítették.
A 17. század utolsó évtizedeiben a sztrelecek aktív politikai szerepet vállaltak, nemegyszer fegyveresen szállva szembe a kormányzat modernizációs törekvéseivel (1682-es és 1698-as felkelések), ami végül a fegyvernem I. Péter általi felszámolásához vezetett.

## Fegyverzet
A sztrelecek fegyverzete muskétából, puskavillaként is használt alabárdból vagy lándzsából és kardszíjra akasztott szablyából vagy egyenes kardból állt. A muskéta használatához szükséges felszerelést széles vállszíjra erősítették: az előre kiporciózott lőportölteteket, külön táskákat a golyóknak és kanócoknak és a lőporszarut. Az 1670-es évek végétől kiegészítő fegyverként néha hosszú pikákkal is ellátták őket. Kezdetleges kézigránátokat is használtak, egy 1678-as leltárban 267 gránát szerepelt.
Az alabárd nem pusztán puskatartónak szolgált, de a közelharcban is alkalmazták. A 17. század előtt még nem ismerték a lőfegyverek végére illeszthető szuronyt és rendszeresíteni is csak a 18. században kezdték. A sztrelec számára az alabárd védekező fegyver volt, hosszabb szálfegyver lévén pedig távol tudta tartani némiképp az ellenséget. A kard hosszánál fogva erre nem volt egészen alkalmas.
A 17. század második felében a zászlóvivők és a flótások csak egy szablyával voltak felfegyverezve, míg a tisztek fegyvere szablya és partizán (háromágú szálfegyver) volt. A főparancsnokok ismertetőjele a kard mellett a parancsnoki pálca volt.
Védőfelszerelést, páncélt a sztrelecek – néhány ritka kivétellel – nem viseltek. Az 1560-as évben említik, hogy néhány orosz gyalogos sisakot is hordott. Egy 1664-es szemle leírásában olvashatjuk, hogy két zászlóvivő mellvértet, egy pedig lemezvértet viselt. Korabeli ábrázolásokon is látható, hogy néhány sztrelec sisakot hord.
Giles Fletcher angol diplomata és költő, aki 1588-1589-ben utazott az országba, így írt: "A gyalogságot alkotó sztrelecek nem hordanak semmi más fegyvert, csak kovás puskát a kezükben, alabárdot a hátukon és kardot az övükön. Puskájuk csöve nem olyan mint a katonai muskétáké, hanem sima és egyenes (valamennyire hasonlatos a vadászpuskákéhoz); a tus durván és művészietlenül kidolgozott, és a muskéta eléggé nehéz, bár igen kis golyókat lőnek ki belőle".
Sobieski János lengyel király valószínűleg orosz mintára szervezte át a lengyel haderőt, ahol a gyalogságot kizárólag lőfegyveresekkel szervezte át, de mivel a muskéta önmagában nem volt elegendő ahhoz, hogy a lengyel gyalogos ténylegesen védekezni, illetve támadni tudjon, ezért kaptak a lengyel muskétások alabárdot is, amelyre ráhelyezhették fegyverüket tüzeléskor.

## Egyenruha
Valamennyi sztrelecezrednek saját, egységes színű díszegyenruhája volt, amely kaftánból, prémszegélyes süvegből, és bő nadrágból állt. A díszegyenruhát csak különleges alkalmakkor és egyházi ünnepeken vették fel. A hétköznapokon és hadjáratokon hasonló összeállítású, de olcsó, gyapjúból készült és fekete, szürke vagy vörös színű ruhát hordtak.
A moszkvai sztrelecek évente kaptak kincstári posztót, hogy kaftánt varrassanak belőle, míg a többi város sztrelecei csak 3-4 évente. A díszegyenruhának való drága színes posztót csak időnként kaptak, többnyire valamilyen nevezetes alkalomkor (pld. valamilyen nagy győzelem esetén vagy trónörökös születésekor).

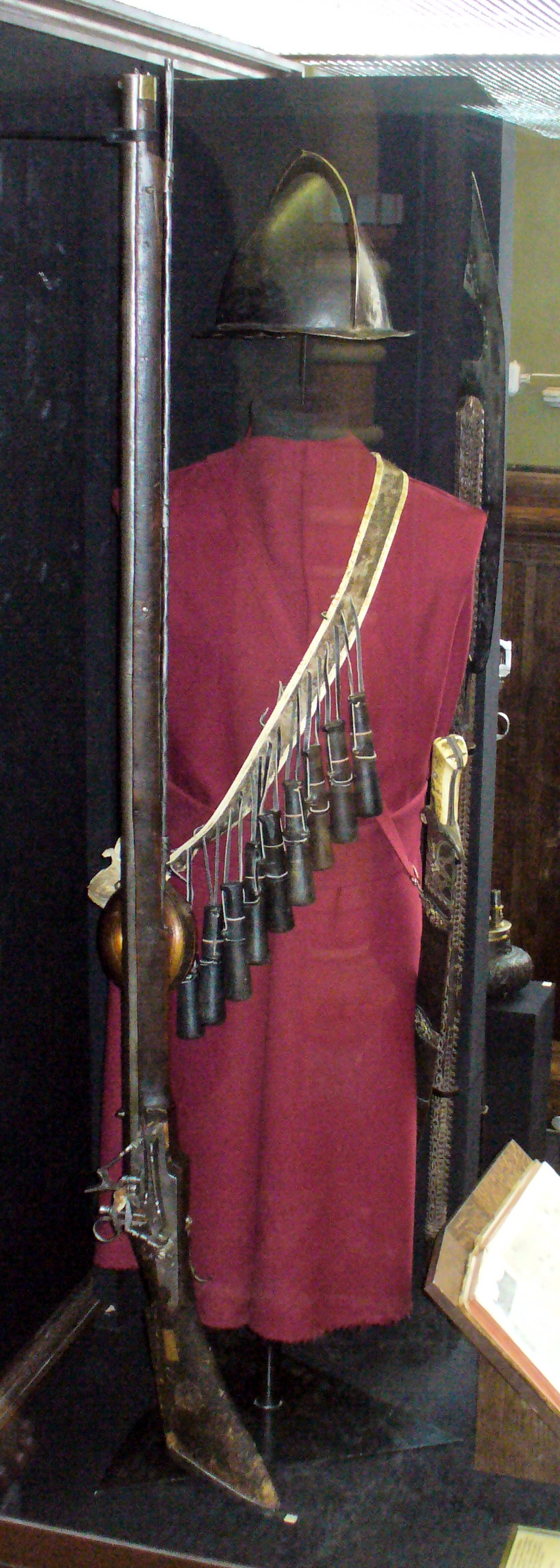
A sztrelec felszerelése (Moszkvai Állami Történeti Múzeum).

A moszkvai sztrelecezredek színei csak a 17. század második feléből ismertek. 1674-ben a következő színösszeállításokat hordták:
| Ezredparancsnok     | Kaftán         | Bélés       | Paszomány  | Süveg       | Csizma |
| ------------------- | -------------- | ----------- | ---------- | ----------- | ------ |
| Jurij Lutohin       | Piros          |             | Málna      | Sötétszürke | Sárga  |
| Iván Poltyev        | Világosszürke  | Málna       | Málna      | Málna       | Sárga  |
| Vaszilij Buhvosztov | Világoszöld    | Málna       | Málna      | Málna       | Sárga  |
| Fjodor Golovlenkov  | Narancsvörös   | Sárga       | Fekete     | Sötétszürke | Sárga  |
| Fjodor Alekszandrov | Piros          | Világoskék  | Sötétvörös | Sötétszürke | Sárga  |
| Nyikifor Kolobov    | Sárga          | Világoszöld | Sötétmálna | Sötétszürke | Piros  |
| Sztyepan Janov      | Világoskék     | Vörös       | Fekete     | Málna       | Sárga  |
| Tyimofej Poltyev    | Narancs        | Zöld        | Fekete     | Meggyvörös  | Zöld   |
| Pjotr Lopuhin       | Meggyvörös     | Narancs     | Fekete     | Meggyvörös  | Sárga  |
| Fjodor Lopuhin      | Világosnarancs | Málna       | Málna      | Málna       | Zöld   |
| David Barancsejev   | Málna          | Vörös       | Fekete     | Vörös       | Sárga  |
| Iván Naramackij     | Meggyvörös     | Világoskék  | Fekete     | Málna       | Sárga  |
| Vaszilij Lagovcsin  | Világosmálna   | Zöld        | Fekete     | Zöld        | Sárga  |
| Afanaszij Levsin    | Világoszöld    | Sárga       | Fekete     | Málna       | Sárga  |

## Zászlók

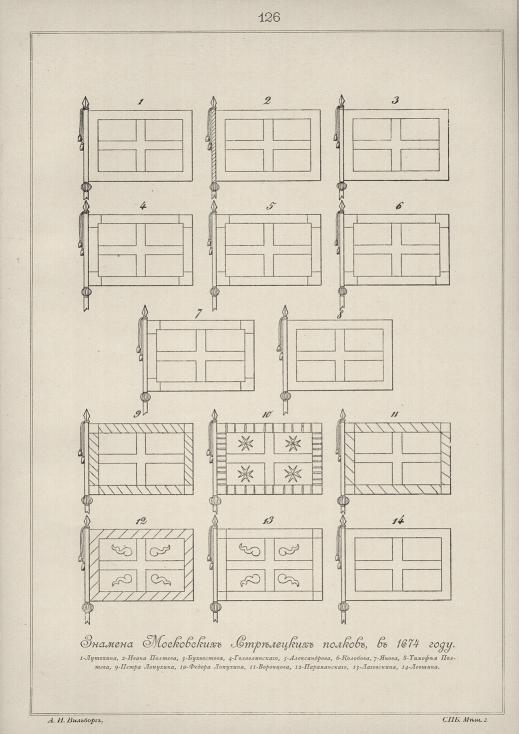
Zászlók.

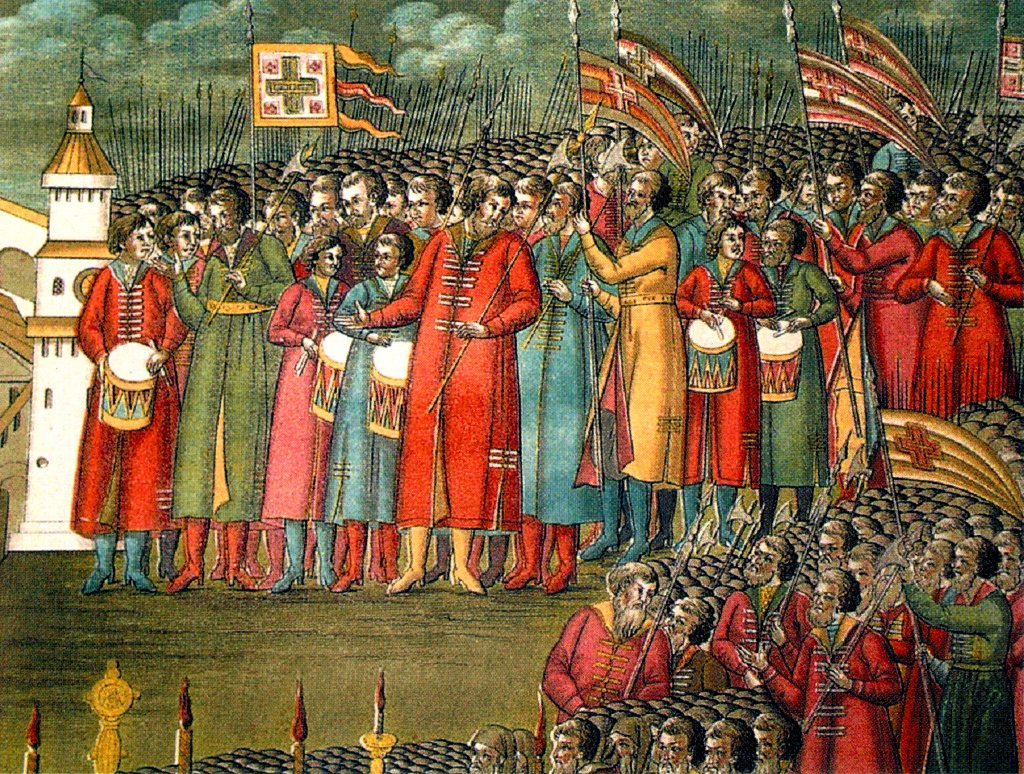
A sztrelecek 1672-es ábrázolása.

A sztrelecszázadoknak 2-3 méter hosszú és 1,5-2 méter széles, téglalap alakú, selyemből készült zászlói voltak. A zászlót egy kereszt osztotta négy egyenlő részre. A bal felső sarokban rendszerint nyolcágú pravoszláv kereszt került, míg a többibe megkülönböztető ábrák, csillagok, körök, stb. A későbbi időkben megjelentek a zászlókon az egyéb vallási jelképek és a városi ezredek a város címerét hordták zászlajukon.

## Ezredek
1682-ig az ezredeket prikázoknak hívták. Kezdetben egy prikáz ötször száz katonából állt, később ezt időnként felduzzasztották ezer főre. Az 1680-as években megreformálták a katonai szervezetet és egységesen ezer fős ezredeket szerveztek, bár a gyakorlatban a létszám 600 és 1200 fő között ingadozott.

## Utánpótlás

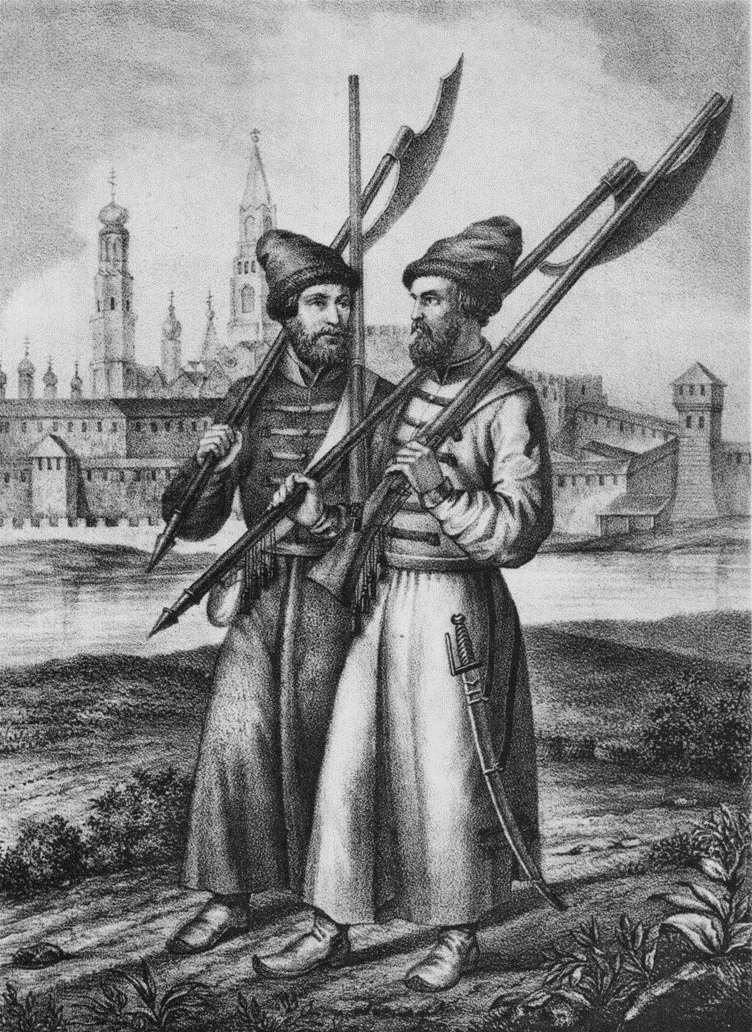

Békeidőben az újoncokat a sztrelecek rokonságából és a szabad parasztok közül toborozták. Háború idején a jobbágyok és városi lakosság katonaállítási kötelezettségét használva szereztek besorozott újoncokat. A szolgálat élethosszig szólt, de lehetőség volt arra hogy a katona kilépjen és egy rokonára továbbörökítse kötelezettségét. Ennek eredményképpen sajátos sztrelec osztály jött létre. Zsoldjukat pénzben és élelmiszerben kapták és bizonyos kiváltságokkal bírtak, például nem kellett perköltséget fizetniük. A moszkvai sztrelecek zsoldja magasabb volt a vidékieknél, ezenkívül külön só- és posztóellátmányt kaptak. A legénység köréből előléptetett altisztek (a tizedesek és "ötvenedesek") magasabb zsoldot kaptak, míg a bojárfi származású tisztek (századosok, ötszázadosok) fizetése a közkatona 4-5-szörösére rúgott, ezenkívül birtokjövedelemben is részesültek.
Az ezredparancsnokok a nemesi rendből kerültek ki, fizetésük egy közsztrelecének tízszeresét tette ki (30-60 rubelt) és birtokjövedelme kétszerese volt a századosoknak. A 17. század végén egy ezredes teljes jövedelme elérhette a 200 rubelt.
Az ezredeket többnyire a városok szélén épített, valamennyire megerősített táborokban helyezték el. A sztrelecek itt házat építettek maguknak és kis kertet is műveltek. A sztrelec halála esetén ezek a tulajdonai örökíthetőek voltak a családjára és a szolgálatot is valamelyik rokona folytathatta.
Békeidőben a sztrelecek rendőrségi és tűzőrségi feladatokat is elláttak.

## Taktika
A sztrelecezredeket eleinte származási helyük szerint osztották be a többi helyi katonaság mellé, ám a 17. század közepétől önállóságot kaptak. Csata idején a feladatuk az volt, hogy – többnyire valamilyen fedezék (szekérvár, árok, földhányás) védelméből – lője az ellenséget. A fedezékekre főleg az ellenséges lovasság miatt volt szükség. Az 1630-as évektől változott a taktika, a hadtudomány fejlődésével megtanulták az alakzatban haladást és a sortüzet is. A sztrelecek felkészültségét rendszeresen ellenőrizték a szemléken. Egy 1557-es szemlén a sztrelecosztag képes volt 50 méterről puskatűzzel áttörni egy jégtömbökből rakott falat.

## Sztrelecfelkelések

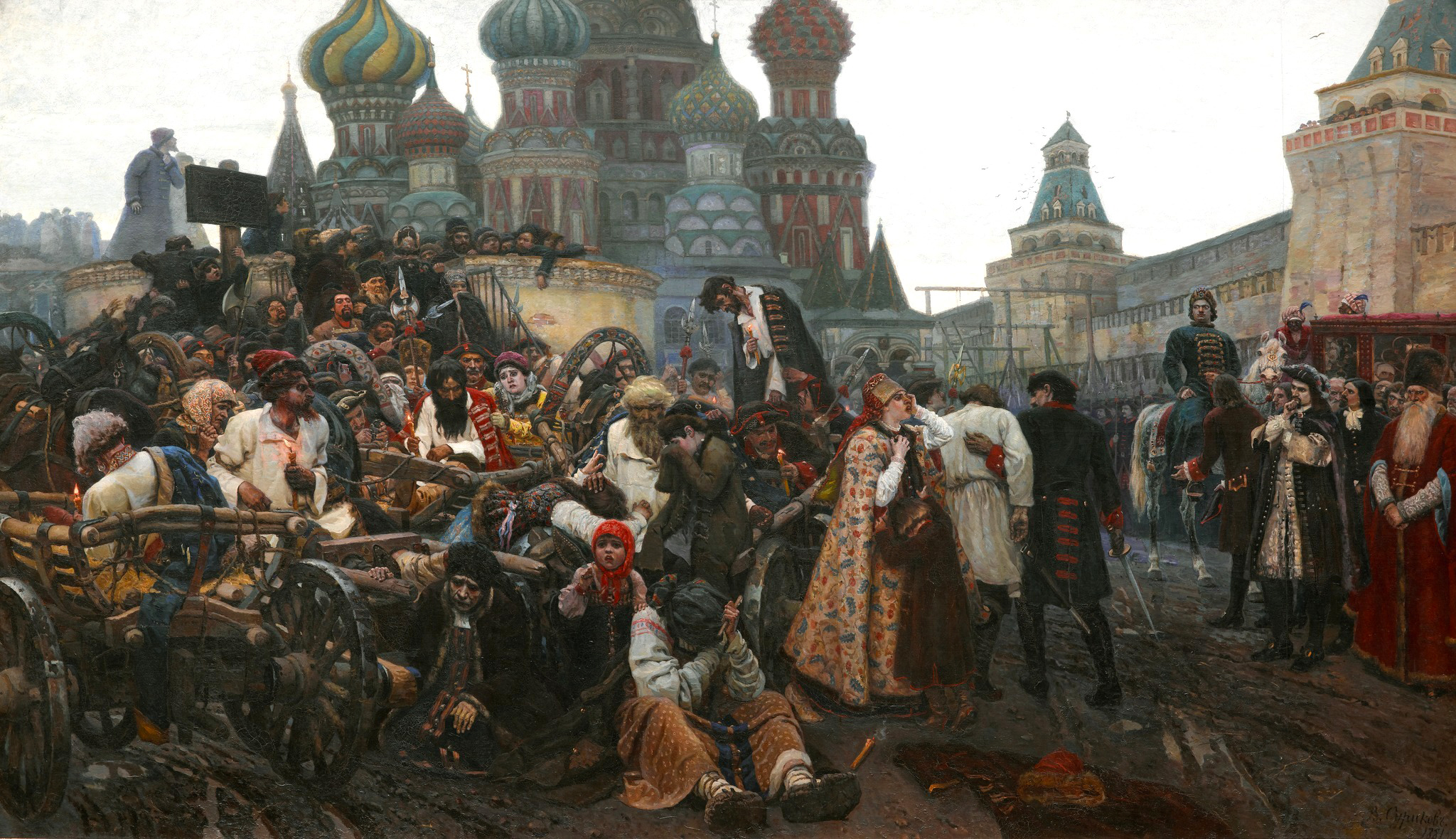
A sztrelecek kivégzésének reggelén (V. Szurikov, 1881)

1682-ben, III. Fjodor cár halála után két különböző cárnétól származó, két lehetséges utód neve merült fel, Iváné és Péteré. A két család, a Nariskinek és Miloszlavszkijok dühödt harcba kezdtek és az utóbbiak fellázították a városi sztreleceket. A sztrelecek elfoglalták a Kremlt, meglincseltek több bojárt és parancsnokot és a Nariskinek támogatói közül is megöltek néhányat, köztük Péter szeme láttára a két nagybátyját is. A városi szegények is csatlakoztak a lázadáshoz és több napon át fosztogattak Moszkvában. A sztrelecek nyomására a beteges és majdnem vak V. Ivánt választották „első cárnak”, Péter a másoduralkodói címet kapta, Iván anyja pedig régens lett.
1698-ban a Krímen harcoló moszkvai sztreleceket Azovból Moszkva helyett Velikije Lukiba irányították helyőrségi szolgálatra. Útközben éheztek és lovak hiányában maguknak kellett cipelniük a felszerelésüket. 175 katona elhagyta az ezredét és Moszkvában felkeresték a kolostorba zárt volt régenst, Szofja Alekszejevnát (V. Iván anyját), hogy támogatását kérjék panaszukhoz. A panasztevőket azokban, tiltakozásuk dacára, visszaküldték az ezredeikhez. Ugyanezen év nyarán a sztrelecek fellázadtak, leváltották a tisztjeiket és négyezren Moszkva felé indultak, hogy elzavarják a cár minisztereit és külföldi tanácsadóit. Június 18-án a kirendelt sorkatonaság legyőzte a lázadókat. A foglyokat kikérdezésük során kegyetlenül megkínozták, többeket halálra korbácsoltak, majd 57 lázadót kivégeztek. A Londonban tartózkodó Péter cár a hírek hallatán sietve hazautazott és új nyomozást rendelt el, aminek eredményeképpen újabb 1182 embert végeztek ki és 600 továbbit megkorbácsoltak, bélyeget sütöttek rájuk és száműzetésbe küldték őket.

## Felszámolásuk
Az 1698-as sztrelecfelkelés bűnöseinek kivégzése után I. Péter kezdeményezte a sztrelec haderő felszámolását. A leszerelést fokozatosan végezték, a volt sztrelecek egy része a polgári lakossághoz csatlakozott, másokat gyalogsági ezredekbe sorolták át. Egyes ezredeket távoli városokba helyezték át helyőrségi szolgálatra.
Az északi háború kitörésekor azonban felfüggesztették az átszervezést. A sztrelecezredek a háború sok csatájában harcoltak, például Narva elfoglalásakor vagy a poltavai csatában. Sztrelecek támogatták az oroszokkal szövetséges szász csapatokat is. Csak a háború végeztével, az 1720-as években számolták fel véglesen a sztrelec ezredeket.

## Fordítás
- Ez a szócikk részben vagy egészben  a(z)   Стрельцы című orosz Wikipédia-szócikk ezen változatának fordításán alapul.  Az eredeti cikk szerkesztőit annak laptörténete sorolja fel. Ez a jelzés csupán a megfogalmazás eredetét és a szerzői jogokat jelzi, nem szolgál a cikkben szereplő információk forrásmegjelöléseként.